# Tanystylum isabellae
Tanystylum isabellae là một loài nhện biển trong họ Ammotheidae. Loài này thuộc chi Tanystylum. Tanystylum isabellae được miêu tả khoa học năm 1940 bởi Marcus.